# Didier Barra

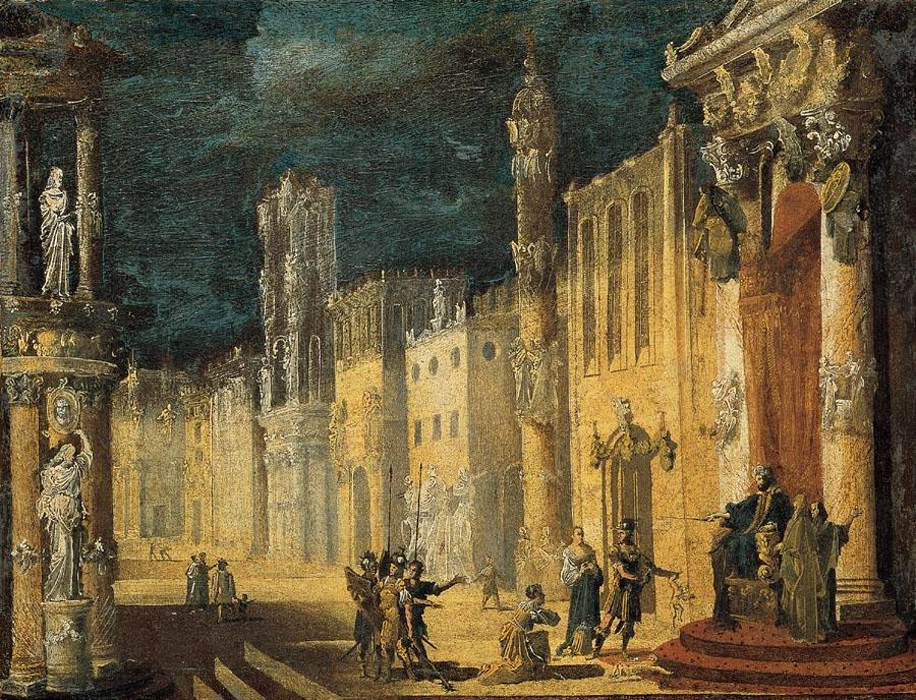
Le Jugement de Salomon.

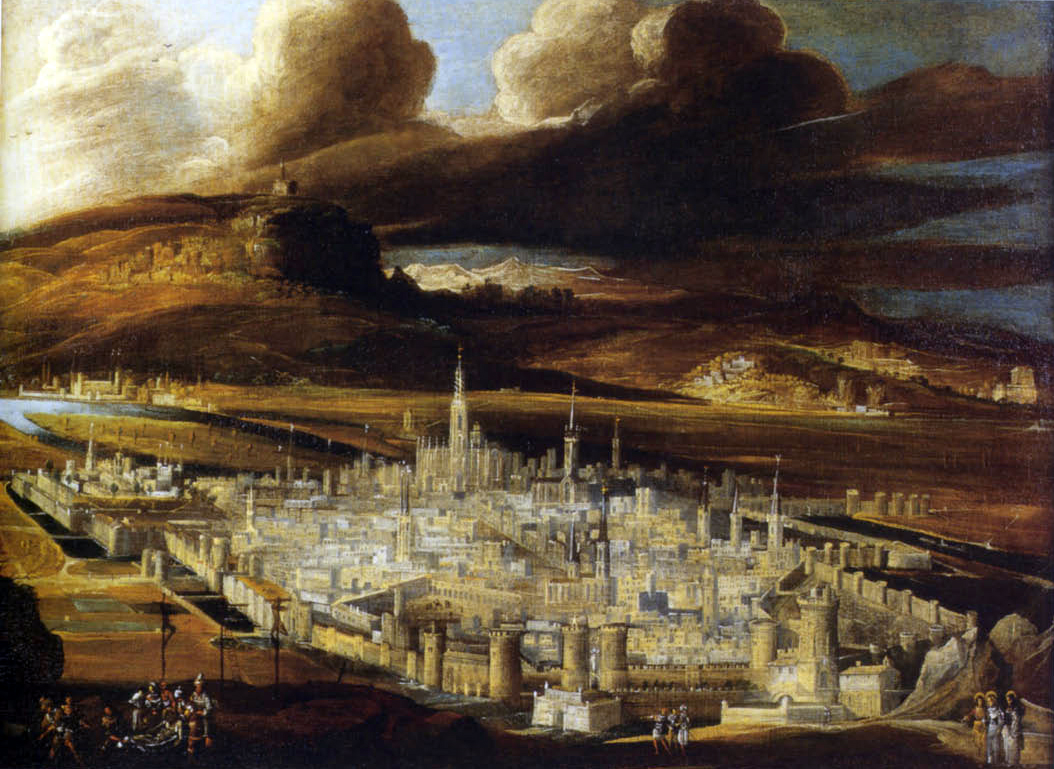
Vue de Metz et descente de croix.

Didier Barra (v. 1590, Metz - v. 1656, Naples) est un peintre lorrain du XVIIe siècle. Il fut principalement actif en Italie. 

## Biographie
Didier Barra voit probablement le jour à Metz, vers 1589 ou 1590. Il y aurait fréquenté la célèbre imprimerie d'Abraham Fabert, éditeur du Voyage du roi à Metz. Il a sans doute quitté la province des Trois-Évêchés vers 1608 ou vers 1614 après la mort de son père pour l'Italie. On le retrouve à Naples en 1619 où il retrouve François de Nomé, un autre Messin, sous le pseudonyme Monsù Desiderio qui avait repris l'atelier de Loys Croys, après sa mort en 1616.
Les marchands et les riches bourgeois, remplacent à cette époque les commanditaires de l'église. Cette nouvelle clientèle raffole des capricci. Il y connait un grand succès avec ses vues de villes. Sa collaboration est étroite avec le milieu artistique napolitain, très actif en Italie dans le premier quart du XVIIe siècle. Il peint avec François de Nomé, parfois sous leur propre nom, parfois sous le pseudonyme commun de Monsù Desiderio. Leur style est différent, Barra étant plus minutieux, que Nomé. Les attributions anciennes, à l'un ou l'autre peintre, en fonction de leur style, sont parfois remises en question. Après la disparition des registres de François de Nomé en 1623, il continue à utiliser ce pseudonyme qui est resté dans les inventaires.
Didier Barra décéda à Naples vers 1656 lors de l'épidémie de peste.

## Œuvre
Il se spécialise dans les vues de ville influencées par les progrès de la cartographie, les vedute, des compositions très descriptives et assez précises. Celles de François Nomé, sont plus « fantastiques ».
- Éruption du Vésuve (1631, Rome, coll. Allomello)[1].
- Vue panoramique de Naples (1647, Naples, musée de S. Martino)[1].

Œuvres attribuées à Monsu Desiderio, sans distinction entre Barra et Nomé
- Vue de Naples (vers 1620), huile sur toile, 115 × 175 cm, collection particulière, Milan.
- Saint Georges terrassant le dragon (1622), huile sur toile, 88 × 71 cm, collection Famille Harrach, Rohrau.
- Daniel dans la fosse aux lions, huile sur toile, 45 × 74 cm, musée de la Cour d'Or, Metz.
- Attaque d'un palais imaginaire, huile sur toile, 28 × 38 cm, musée du Louvre, Paris.